# Construcción

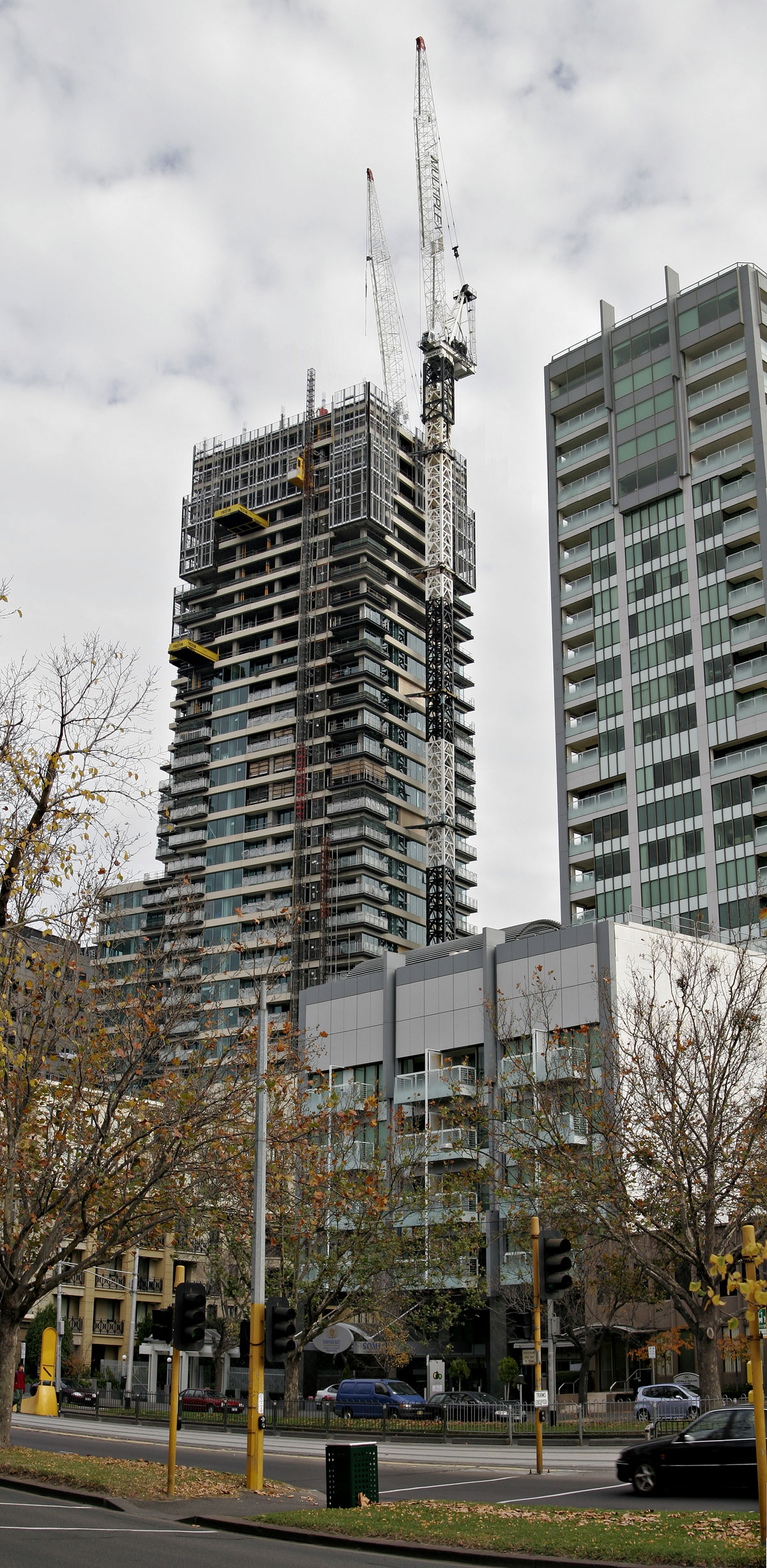
Edificio en construcción en Melbourne.

En los campos de la arquitectura e ingeniería, la construcción es el arte o técnica de fabricar edificios e infraestructuras. En un sentido más amplio, se denomina construcción a todo aquello que exige, antes de hacerse, disponer de un proyecto y una planificación predeterminada.
La construcción viene del verbo construir, que proviene del verbo latino "construere" del prefijo con ("junto"- "unido"), y el verbo struere ("amontonar" o "juntar"). Es una expresión antigua al igual que el ser humano, en lo que le tomo tiempo dejar de ser nómadas y adaptar el asentamiento.
También se denomina construcción a una obra ya construida o edificada, además a la edificación o infraestructura en proceso de realización, e incluso a toda la zona adyacente usada en la ejecución de la misma.
En su contexto más extendido, la construcción abarca los procesos relacionados con la entrega de edificios, infraestructuras, instalaciones industriales y actividades asociadas hasta el final de su vida útil. Suele comenzar con la planificación, la financiación y el diseño, y continúa hasta que el activo está construido y listo para su uso. La construcción también abarca las reparaciones y el mantenimiento, las obras de ampliación, extensión y mejora del activo, y su eventual demolición, desmantelamiento o desmantelamiento.
La industria de la construcción contribuye significativamente al producto interior bruto (PIB) de muchos países. El gasto mundial en actividades de construcción fue de unos 4 billones de dólares en 2012. En 2022, el gasto en la industria de la construcción superó los 11 billones de dólares anuales, lo que equivale a cerca del 13% del PIB mundial. Se prevé que este gasto aumente a unos 14,8 billones de dólares en 2030.
La industria de la construcción promueve el desarrollo económico y aporta muchos beneficios no monetarios a muchos países, pero es una de las industrias más peligrosas. Por ejemplo, alrededor del 20% (1.061) de los accidentes mortales de la industria estadounidense en 2019 se produjeron en la construcción.

## Historia
Las primeras cabañas y refugios se construían a mano o con herramientas sencillas. A medida que crecieron las ciudades durante la Edad del Bronce, apareció una clase de Artesanos profesionales, como albañiles y carpinteros. Ocasionalmente, se utilizaban esclavos para los trabajos de construcción. En la Edad Media, los artesanos se organizaron en gremios. En el siglo XIX apareció la maquinaria de vapor y, más tarde, vehículos diésel y eléctricos como grúas, excavadoras y buldócers.
La construcción por vía rápida es cada vez más popular en el siglo XXI. Algunas estimaciones sugieren que el 40% de los proyectos de construcción se realizan ahora por la vía rápida.

## Etapas de la construcción de un edificio
El proceso de una construcción se divide en varias fases que están asociadas a diversos oficios.
Previamente, se elabora un Proyecto redactado por arquitectos y/o ingenieros que contiene, básicamente, la memoria, el presupuesto y los planos.  

### Documentos del proyecto
MemoriaDescribe los diversos aspectos de la edificación, incluyendo la normativa a cumplir, pliegos de condiciones, etc.
Presupuesto o cálculo de costos El cálculo de todos los gastos especificando: materiales, mano de obra y medios auxiliares: maquinaria necesaria y transporte (flete) para disposición de los mismos, etc.
PlanosPlanos arquitectónicos, de estructura, instalaciones, impermeabilizaciones, aislamientos, elementos complementarios, acabados, detalles, urbanización, etc.

### Fases de la obra
Vallado de obra e implantación de casetas de obra y grúas.
1. Cierres perimetrales auxiliares: Se instalan antes de iniciar una obra. Protegen y separan la construcción u obra de los espacios públicos. Suele ser de materiales ligeros, para facilitar su rápida instalación y posterior desinstalación.
2. Instalación de casetas de obras (faenas) y casetas auxiliares: oficinas técnicas, vestuarios y servicios. Suelen ser contenedores o bóvedas provisionales, en donde se almacenan los documentos referentes a la obra: planos, cálculos, memorias técnicas, etc. Además es el lugar de trabajo de los profesionales de obra.

Preparación del terreno
1. Limpieza del terreno: Se lleva a cabo con la ayuda de máquinas tales como retroexcavadoras, pero básicamente se trata de eliminar toda materia extraña tales como arbustos, basura, hierba, etc.
2. Nivelación: Se rellenan o retiran los desniveles del terreno con uso de maquinaria o de instrumentos como palas dependiendo del tipo de construcción.
3. Muros de contención: Si el proyecto lo requiere se necesitará la ejecución de muros de contención con el fin de conseguir los niveles deseados del terreno.
4. Replanteo: Se marcan las dimensiones de la base, así como las líneas generales de la estructura.
5. Excavación general. Replanteo de la cimentación y el saneamiento.

CimentaciónExcavación de las zanjas de cimentación: al excavar se busca una zona de dureza aceptable, el plano de asiento de la cimentación. Encofrado y hormigonado de la cimentación, pilares y muros de sótano.
Estructura generalEncofrado y hormigonado de pilares, forjados, losas de escaleras, etc.
CubiertaTerminar la cubierta suponía una fase muy importante de la obra, pues permitía poder intervenir a la mayoría de los oficios. En España se celebraba, en el siglo XX, instalando una bandera en la zona más alta.
InstalacionesDe agua potable, electricidad, iluminación física, calefacción, saneamiento, y telecomunicaciones, complementadas a veces con gas natural, energía solar, aire acondicionado, domótica, sistemas contra incendios y sistemas de seguridad.
Se consideran instalaciones especiales los ascensores, transformadores de electricidad, equipos de bombeo, extractores industriales, conductos verticales de basuras, paneles solares, etc.
Cerramientos perimetralesMuros de fachada y medianeros, precercos de ventanas.
Impermeabilizaciones y aislamientosImpermeabilización de cubiertas, losas, muros, cisterna, etc. Aislamientos acústicos y térmicos.
Cerramientos interioresTabiquería y precercos de puertas.
Acabados interiores
- Yesos y escayolas.
- Solados y alicatados.
- Losetas y mármoles.
- Pinturas y tapices.

CarpinteríaPuertas y ventanas de madera. Persianas.
CerrajeríaPuertas y ventanas metálicas. Rejas.
Cristalería
Pinturas y otros acabados
Colocación de muebles sanitariosMontaje e instalación de lavabos, tazas de baño, bañeras, etc.
UrbanizaciónComprende el ajardinamiento y pavimentación de patios y aceras, incluyendo sus instalaciones y mobiliario. Las diversas fases descritas se suelen solapar parcialmente.

## Factores a tener en cuenta a la hora de construir/reformar
Para poder rehabilitar o reformar, será necesario tener en cuenta una serie de factores:
- Tamaño del lugar: el precio dependerá de los metros cuadrados, esto es importante ya que cuánto más grande sea la superficie, más material se necesitará
- Tipo de reforma: esto dependerá de las áreas que se quiera rehabilitar y las características de las mismas.
- Materiales utilizados: los materiales pueden variar, todo esto dependerá de si se necesitan materiales más costosos o más económicos.
- Cantidad y calidad de los materiales: si se está reformando una superficie más grande, se necesitará más material y por ende, será más caro.
- Mano de obra.

## Subcontratación

### España
De acuerdo con la Ley 32/2006, de 18 de octubre, reguladora de la subcontratación en el Sector de la Construcción, la subcontratación es la práctica mercantil de organización productiva en virtud de la cual, el contratista o subcontratista encarga a otro subcontratista o trabajador autónomo parte de lo que a él se le ha encomendado. En toda obra de construcción, incluida en el ámbito de aplicación de esa Ley, cada contratista deberá disponer de un Libro de Subcontratación. Dicho libro deberá permanecer en todo momento en la obra, será habilitado por la autoridad laboral autonómica competente.

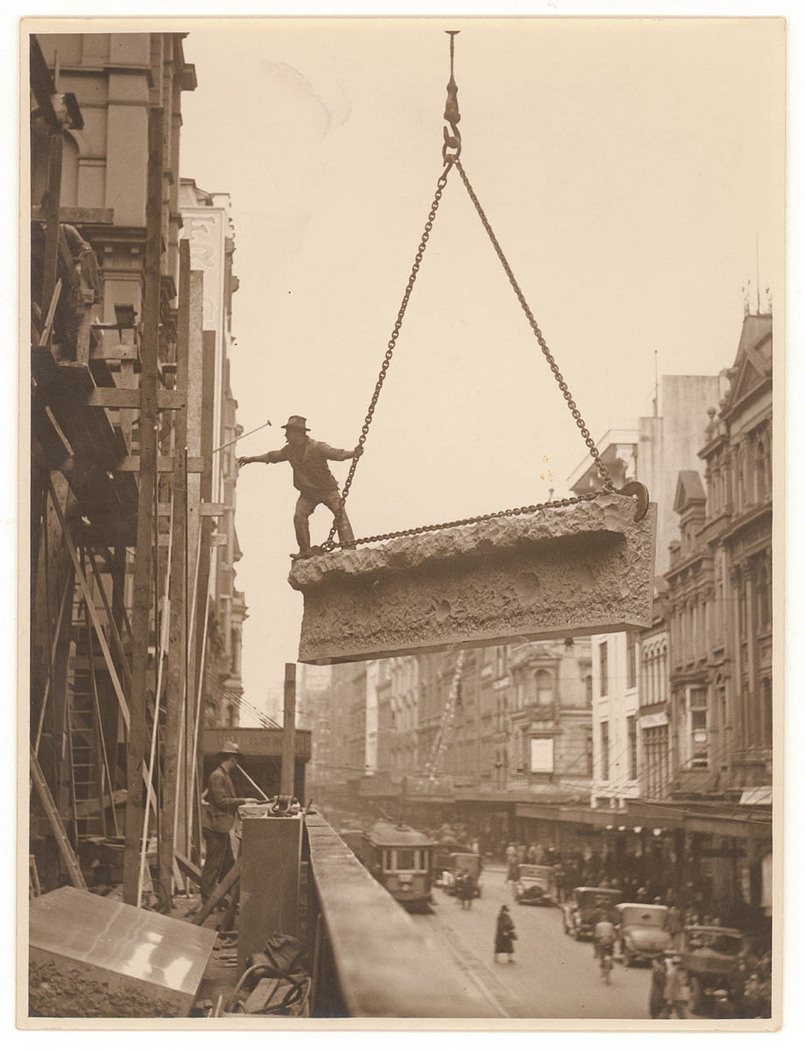
Trabajador de Sídney en los años 1930.

## Riesgos laborales
Registro de Empresas Acreditadas
El Registro de Empresas Acreditadas (REA) tiene como objetivo el acreditar que las empresas que operan en el sector de la construcción cumplen los requisitos de capacidad y de calidad de la prevención de riesgos laborales.

### Seguridad

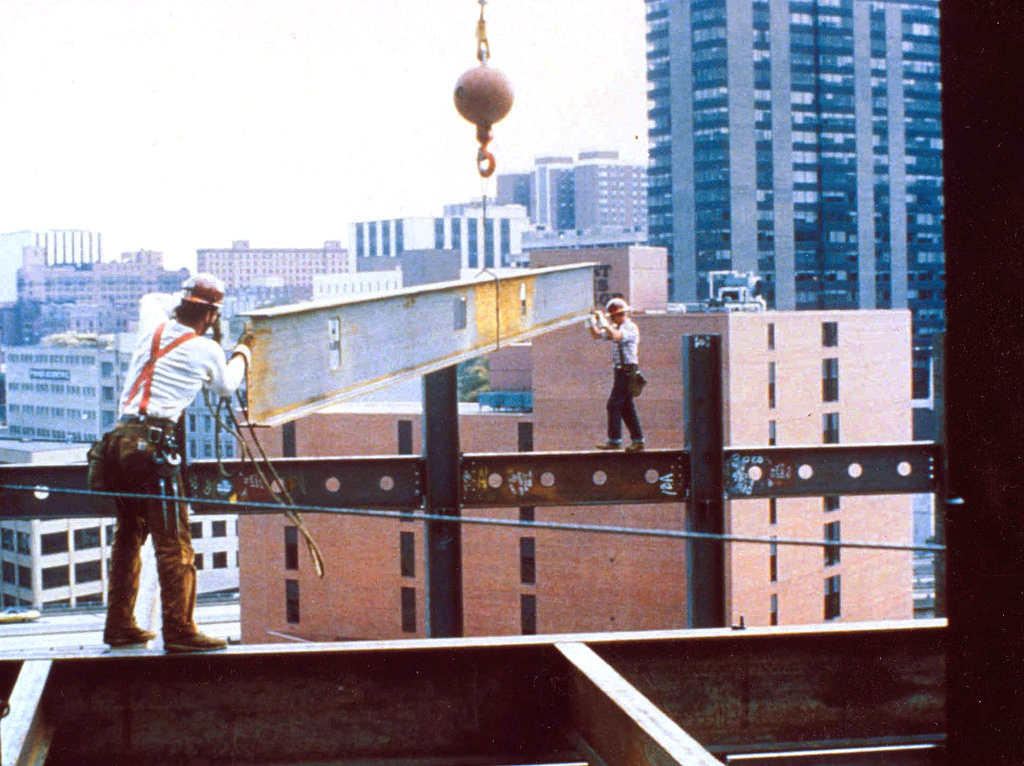
Trabajadores de riesgo sin equipo de seguridad adecuado.

La construcción es una de las ocupaciones más peligrosas del mundo, con más muertes laborales que cualquier otro sector tanto en Estados Unidos como en la Unión Europea. En Estados Unidos en 2019, 1.061, o alrededor del 20%, de las muertes de trabajadores en la industria privada ocurrieron en la construcción.
En 2017, más de un tercio de las muertes en la construcción en Estados Unidos (366 de un total de 971 muertes) fueron consecuencia de caídas; en el Reino Unido, la mitad de la media de 36 muertes anuales en un periodo de cinco años hasta 2021 se atribuyeron a caídas desde altura. Un equipo de seguridad adecuado, como arneses, cascos y barandillas, y procedimientos como asegurar las escaleras e inspeccionar los andamios pueden reducir el riesgo de lesiones laborales en el sector de la construcción. Otras causas importantes de muertes en el sector de la construcción son la electrocución, los accidentes de transporte y los derrumbes en zanjas.
Otros riesgos para la seguridad de los trabajadores de la construcción incluyen pérdida de audición debido a la alta exposición al ruido, lesiones musculoesqueléticas, exposición a sustancias químicas y altos niveles de estrés. Además de eso, la alta rotación de trabajadores en la industria de la construcción impone un enorme desafío de lograr la reestructuración de las prácticas de trabajo en lugares de trabajo individuales o con trabajadores individuales. La construcción ha sido identificada por el Instituto Nacional de Seguridad y Salud Ocupacional (NIOSH) como un sector industrial prioritario en la Agenda Nacional de Investigación Ocupacional (NORA) para identificar y proporcionar estrategias de intervención en relación con problemas de salud y seguridad ocupacional. Un estudio realizado en 2022 encontró "un efecto significativo de la exposición a la contaminación del aire en las lesiones y muertes relacionadas con la construcción", especialmente con la exposición de dióxido de nitrógeno.

## Gestión de residuos
En España queda regulada la producción y gestión de los residuos procedentes de todo tipo de obras: edificación, urbanización, demolición, reforma, etc.
Tiene por objeto fomentar, por este orden, su prevención, reutilización, reciclado y otras formas de valorización, asegurando que los destinados a operaciones de eliminación reciban un tratamiento adecuado, y contribuir a un desarrollo sostenible de esta actividad. A tales efectos es preceptiva la redacción de un Plan de Gestión de Residuos Construcción-Demolición (RCD).

## Obras de mantenimiento

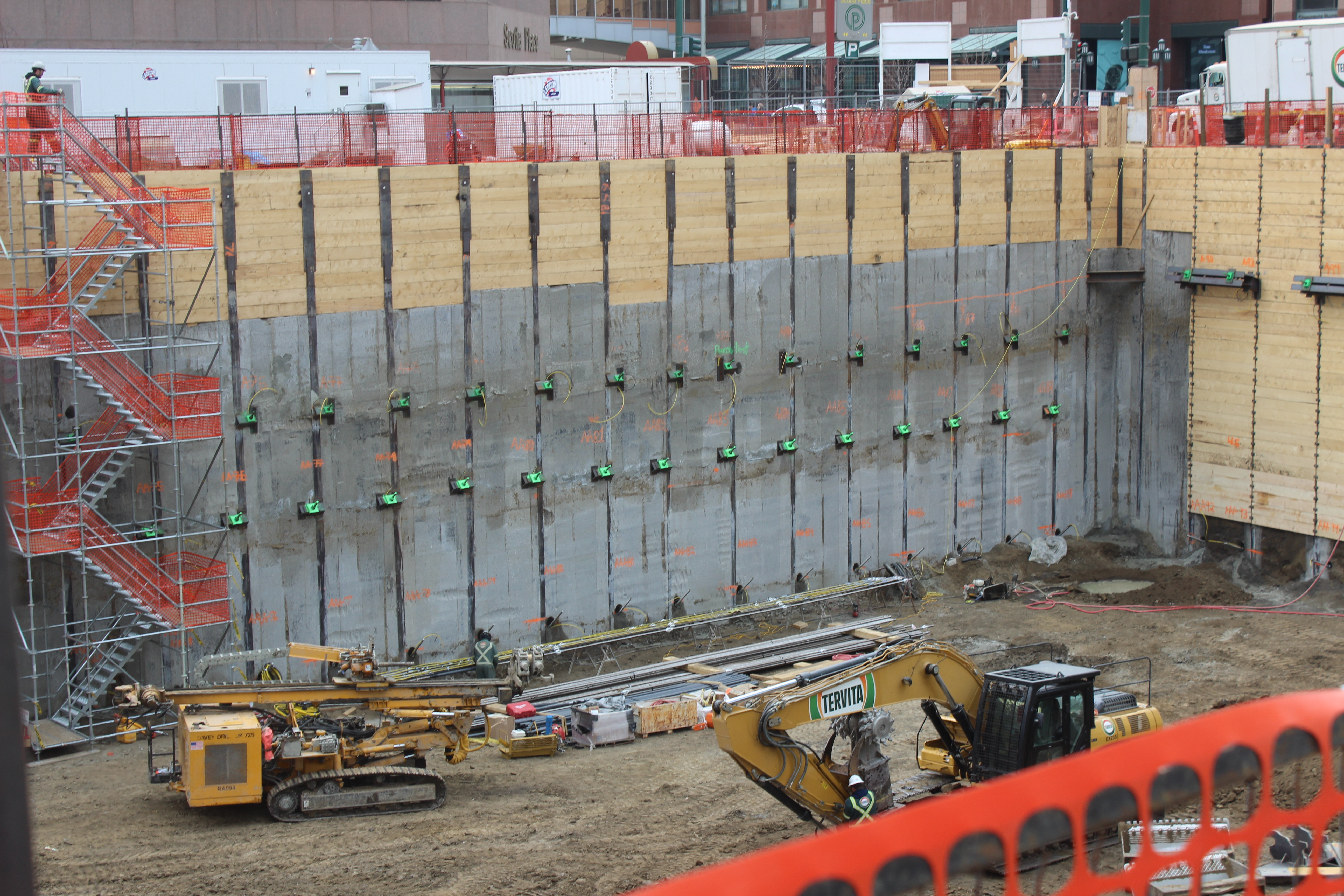
Vaciado de sótano.

Son las acciones y trabajos – ya sean rehabilitaciones, reparaciones o reformas – que deben realizarse, continua o periódicamente, de forma sistemática, para proteger un bien inmueble de la acción del tiempo y del desgaste de su uso y funcionamiento, asegurando el máximo rendimiento de las funciones para las que han sido construidos. Se incluye también la realización de trabajos que modifiquen la forma o sustancia del terreno o del subsuelo tales como las excavaciones, inyecciones, urbanizaciones u otros análogos, con exclusión de aquellas actividades que tengan la condición de industrias extractivas.

### Partes que integran una obra
Se considera como parte integrante de la obra toda instalación que dé servicio exclusivo a la misma, y en la medida en que su montaje y desmontaje tenga lugar durante la ejecución de la obra o al final de la misma, tales como: plantas de machaqueo, plantas de fabricación de hormigón, grava-cemento o suelo-cemento, plantas de prefabricados de hormigón, plantas de fabricación de mezclas bituminosas, talleres de fabricación de encofrados, talleres de elaboración de ferralla, almacenes de materiales y almacenes de residuos de la propia obra y plantas de tratamiento de los residuos de construcción y demolición de la obra.

## Técnicas y sostenibilidad de la nueva construcción
En los últimos años han surgido nuevas tecnologías y métodos de construcción debido a los diferentes códigos de eficiencia que han entrado en vigor. Departamentos de la University Construction Management están a la vanguardia de los nuevos métodos de construcción que tiene como finalidad mejorar la eficiencia, el rendimiento y reducir los residuos de construcción. 
Se están investigando nuevas técnicas de construcción de edificios, factibles mediante los avances en tecnología de impresora 3D. Con un sistema de construcción de edificios aditivo, similar a las técnicas de fabricación aditivas para las piezas manufacturadas, la impresión del edificio permite construir flexiblemente pequeños edificios comerciales y habitaciones privadas. En unas 20 horas, con plomería incorporada y recursos eléctricos, con estructura continua, usando impresoras grandes. Versiones en desarrollo de impresoras 3D de tecnología para la construcción, dan una impresión de 2 metros de material por hora de construcción, en enero de 2013. Con impresoras de última generación, con capacidad de 3,5 metros por hora, son suficientes para completar un edificio en una semana.
La actual tendencia de la arquitectura sustentable, los últimos movimientos del Nuevo urbanismo y la Nueva arquitectura clásica promueven un enfoque sostenible de la construcción, que valora y desarrolla un crecimiento inteligente, la arquitectura popular y la arquitectura clásica.  Esto contrasta con la moderna configuración global uniforme y de breve duración, así como con las urbanizaciones masivas y la dispersión urbana.  Ambas tendencias comenzaron en 1980.